# 金鉉 (崇禎進士)
金鉉（1610年—1644年），字伯玉，號石齋，直隶武进县（今属常州市）人，留守前衛軍籍（屬順天府）。明末政治人物，天啟丁卯解元，聯捷崇禎戊辰進士。崇禎末，累官兵部主事。李自成破北京，金鉉聞崇禎帝殉國，跳金水河自盡。

## 生平
金鉉自幼胸有大志，天啟七年（1627年）中式丁卯科順天鄉試第一名舉人，年僅十八歲。崇禎元年（1628年）戊辰科二甲進士。改扬州府教授。历任國子監博士、工部主事。因直谏被弹劾回乡，闭门谢客，赡养父母。
崇祯十七年（1644年）春，起用为兵部車駕司主事。李自成大顺军攻破北京之后，崇祯帝殉国，金鉉得知后，解下牙牌交给家人，便不顾家人拦阻，自投金水河。河中水浅，金铉将头沉入泥中自尽。大顺军盘踞大内一月有余，其间无人为金鉉收殓。內官遥指金水河上冠袍相告：「此金兵部也。」后来其弟金錝收殓其头颅，配木身安葬。南明朝廷追贈金鉉太仆寺少卿，謚忠節。清朝賜謚忠潔。《明史》有傳。

## 家族
金鉉祖父金汝升，官至南京戶部郎中；父金顯名，官至汀州府知府。